# وی۳۴۴ شاه‌تخته

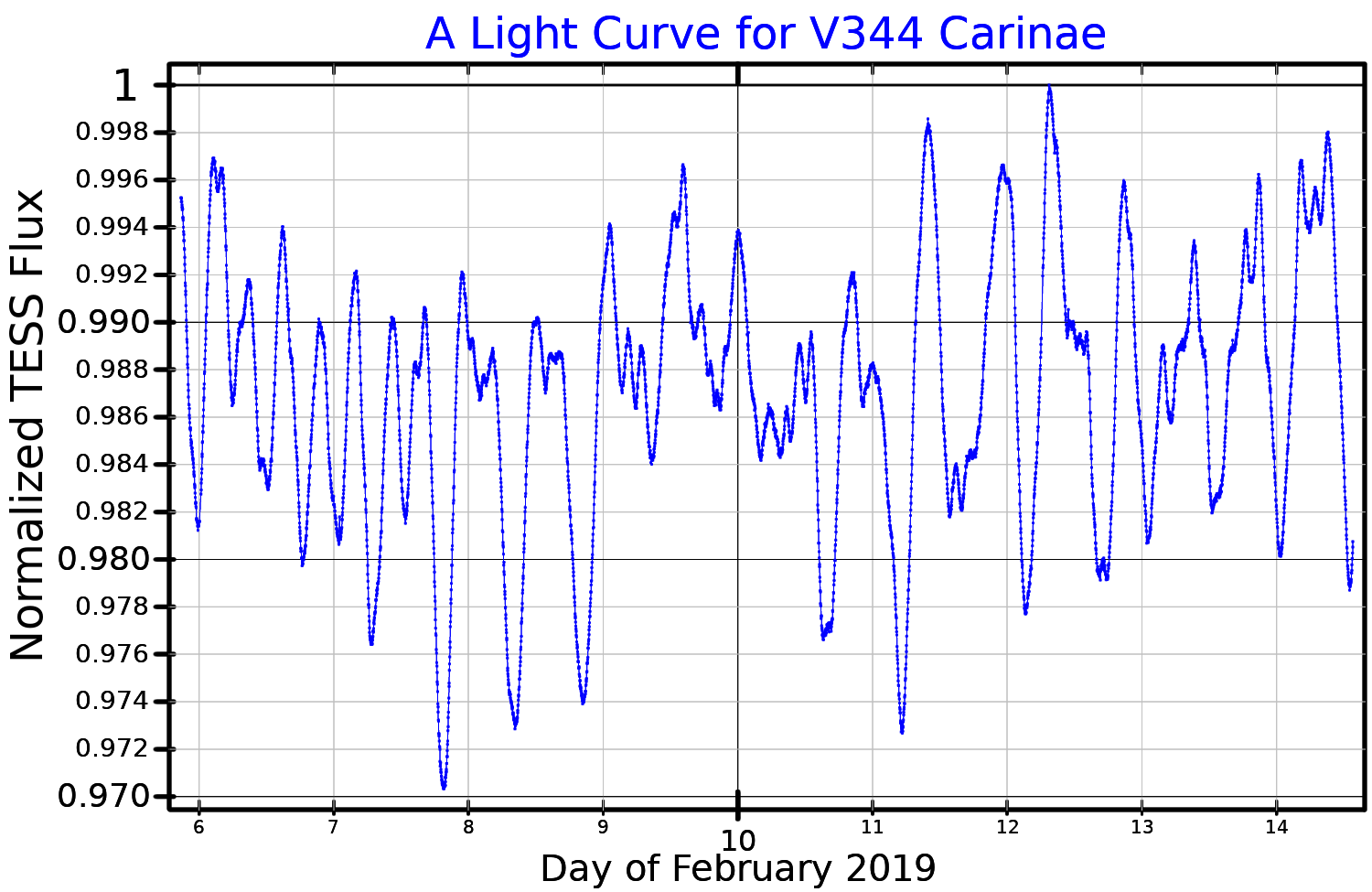
منحنی نور ستارهٔ «وی۳۴۴ شاه‌تخته» که از داده‌های TESS ترسیم‌شده‌است.

وی۳۴۴ شاه‌تخته یک ستاره است که در صورت فلکی شاه‌تخته قرار دارد.